# 쥐색
쥐색(slate gray)은 회색에 약간의 하늘색을 띤 색으로, 점판암 물질의 평균적인 색을 나타낸다. 영어로는 '슬레이트 그레이'로 부르는데 여기서 3차색으로서 슬레이트는 자주색과 녹색 안료가 같은 비율로 혼합된 색이다.
또, 이 색을 나타내는 형용사 슬레이티(slaty)는 종종 새를 묘사하는 데 사용된다.
쥐색의 영단어 슬레이트 그레이가 영어에서 색 이름으로 처음 기록된 것은 1705년이다.

## 변형

### 라이트 슬레이트 그레이
오른쪽에 표시된 색은 웹 색상 라이트 슬레이트 그레이이다.

### 다크 슬레이트 그레이
오른쪽에 표시된 색은 웹 색상 다크 슬레이트 그레이이다.

## 인류 문화에서
컴퓨터

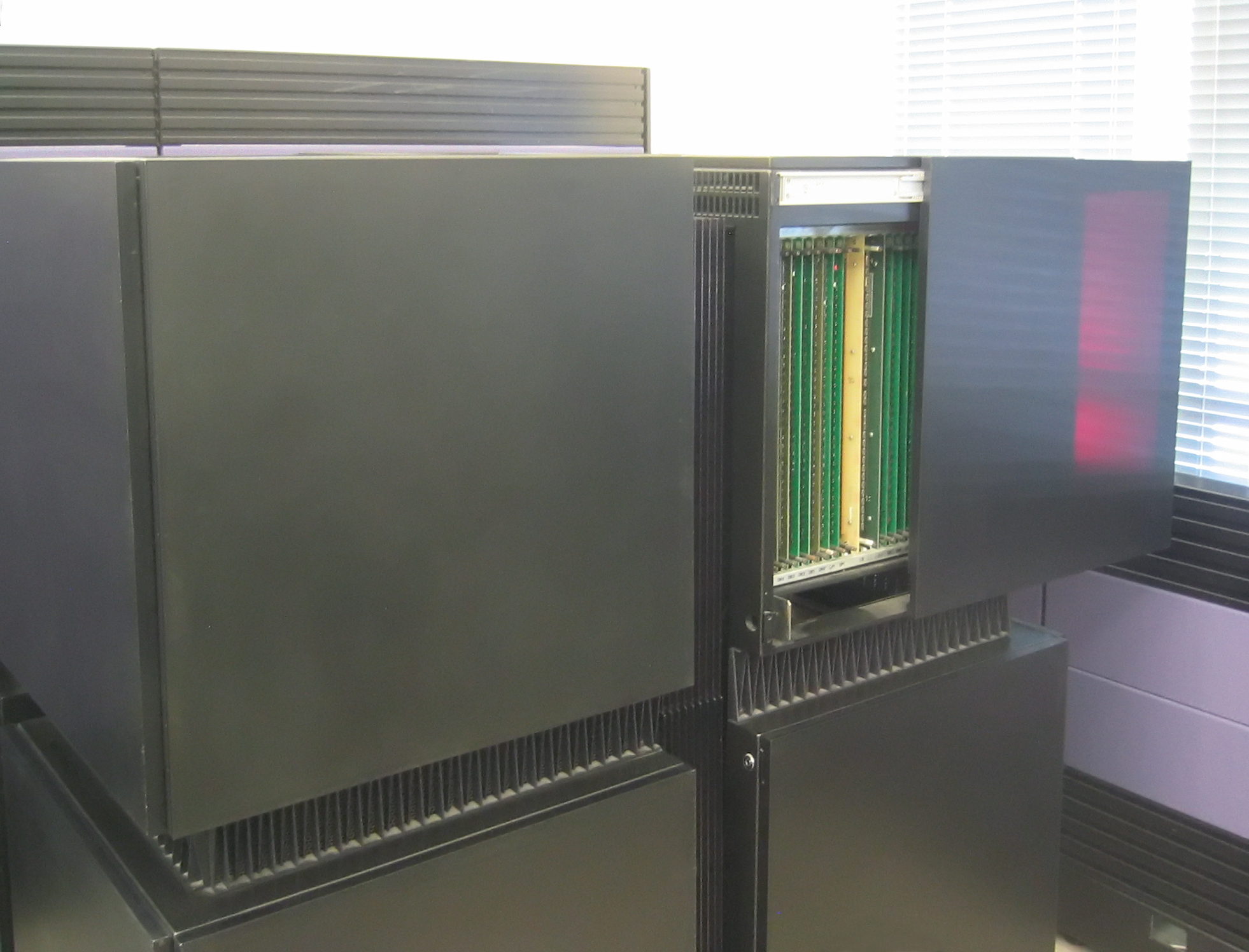
1980년대 중반 캘리포니아 마운틴뷰의 컴퓨터 역사 박물관에 있는 슈퍼컴퓨터 싱킹 머신 CM-1 (커넥션 머신). 전면 패널 중 하나가 부분적으로 제거되어 내부 회로 기판을 보여준다.

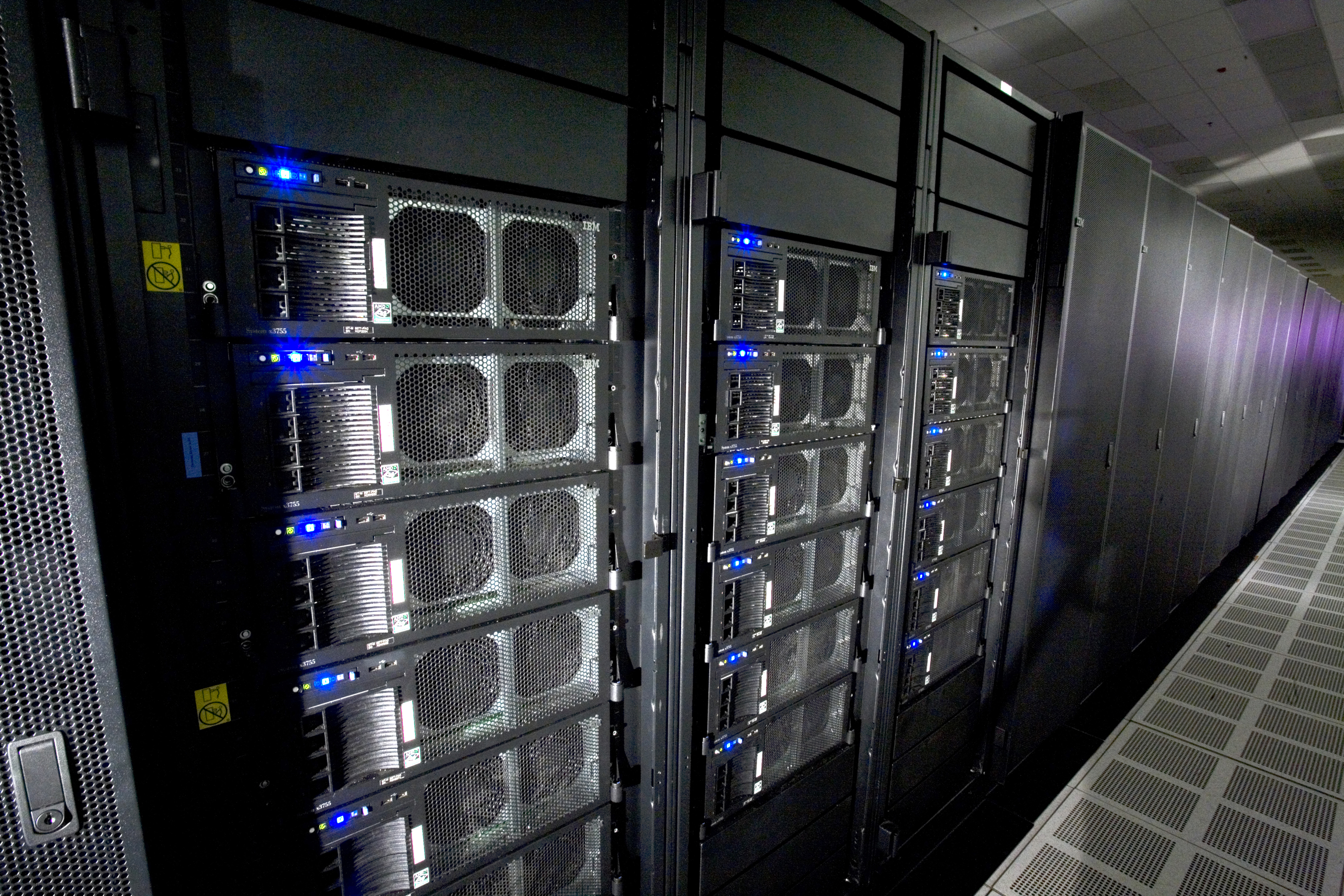
IBM 로드러너 슈퍼컴퓨터 — 2008년 5월 세계에서 가장 빠른 슈퍼컴퓨터였으며, 1.026 페타플롭스의 속도로 작동할 수 있었다.

- 슈퍼컴퓨터의 외부는 종종 다양한 쥐색 음영으로 칠해진다.
- 아이폰 5와 아이패드 미니는 검정색과 대비되는 다크 슬레이트 그레이 알루미늄 본체로 출시되었다.
- 웨스턴 일렉트릭은 25쌍(및 배수) 케이블의 5-10-15-20-25쌍에 대해 회색 대신 SLATE라는 용어를 사용했다.

교통

세 뉴욕 지하철 셔틀 서비스에 사용되는 뉴욕 지하철 셔틀 불릿.

- S 뉴욕 지하철 서비스 불릿은 시스템의 25 서비스 중 세 곳에서 사용되며, 쥐색으로 표시된다.

군사
- 제2차 세계 대전 당시 함대 항공대 항공기의 온대 주간 도색은 상단에 다크 슬레이트 그레이와 추가적인 다크 시 그레이(dark sea gray), 하단에는 하늘색이었다. 이 도색은 "slime over sludge"(슬라임 오버 슬러지)로 호칭되었다.

## 같이 보기
- 색 목록